# La vida inútil de Pito Pérez (novela)
La vida inútil de Pito Pérez es una novela del escritor mexicano José Rubén Romero que fue publicada en 1938. La obra tiene un estilo semejante al de una novela picaresca española. A manera de sátira, se critica la injusticia social que persistió después de la Revolución mexicana, los abusos que cometían las autoridades municipales, las costumbres populares, los sacerdotes y especialmente a los ritos de la Iglesia católica.

## Argumento
El personaje emblemático de Romero, el pícaro vagabundo, amigo del alcohol que posee dotes de poeta ya había aparecido anteriormente en El pueblo inocente y en Apuntes de un lugareño. La vida inútil de Pito Pérez es considerada como la primera novela picaresca moderna. Se publicó por primera vez en México en 1938 por la Editorial México Nuevo. 
Jesús Pérez Gaona,  es un borracho contumaz nacido en Santa Clara del Cobre que ha viajado por diversas plazas del estado de Michoacán y Guanajuato:  San Rafael Tecario, Urapa, La Huacana, Ario de Rosales, Yuriria, Pátzcuaro, Opopeo, Tancítaro, Morelia, Uruapan y Zamora entre otras. Es un truhan, un antihéroe amoral, inadaptado a la sociedad y sus convencionalismos.
En la primera parte del libro, Romero aparece como un narrador testigo-confidente, que pide a Pito que le cuente su vida a cambio de una botella de alcohol. De esta forma la novela se inicia con las primeras desventuras en la vida de este personaje: su madre que ofreció la leche de su hijo a otro niño, dejándolo a él desnutrido mientras que el otro creció sano y fuerte; la mala suerte de ser el hermano menor y no tener derecho a estudios como sus hermanos mayores, su época de monaguillo y el abuso de otro monaguillo apodado San Dimas, quién lo instruye en las artes picarescas, el origen de su apodo, la anécdota del boticario y su mujer que le pide masajes para calmar sus dolencias, su reencuentro con el padre Pureco y sus sermones en latín, etc.  En cada narración, los paisajes de Michoacán, así como sus habitantes y costumbres son descritos, a través de un lenguaje lleno de figuras retóricas, las cuales muestran el pasado poético de Romero.
El desamor es uno de los ejes fundamentales de la obra. Para Jesús Pérez, este ha sido la causa de su vida como vagabundo. Sus desventuras amorosas inician desde la juventud, cuando Pito se enamora de su vecina Irene, quien prefiere a su hermano mayor; sus amores con su prima Chucha, de la cual para conseguir su mano encarga a don Santiago que la pida para casarse, a lo que el viejo pide la mano de la muchacha pero para sí mismo; y finalmente su romance con Soledad, la sobrina de doña Cliseria, quien deja a Pito para casarse con el receptor de rentas.
En la segunda parte, el autor después de haber pasado diez años sin ver a tan singular personaje lo encuentra por las calles de Morelia, vendiendo productos como barillero. El encuentro da lugar a las narraciones que Pito comunica a su interlocutor de su estancia en cárceles y hospitales donde los hombres son degradados y utilizados para la experimentación. Sus alucinaciones alcohólicas que lo transforman en árbol dadivoso; su romance con la Caneca, un esqueleto que perteneció a una mujer; así como el testamento lleno de pesimismo que deja a la humanidad son sólo algunos de los pasajes con los que concluye la novela.
La obra contiene elementos de la picaresca española. Tanto en la picaresca de la tradición como en la novela de Romero, el hambre es uno de los temas centrales, así como la crítica a la iglesia, a la sociedad y a las costumbres populares. Pito Pérez, al igual que otros pícaros de la tradición como el Lazarillo de Tormes, La vida del Buscón, el Guzmán de Alfarache, el Estebanillo González y El Periquillo Sarniento, es una víctima del destino y de la sociedad. Estos personajes poseen rasgos negativos como el cinismo, el escepticismo y el pesimismo ante la vida, elementos que tienen su origen en una sociedad corrupta que margina a los más débiles. Sin bien, es cierto que la novela de Romero comparte muchos rasgos con la picaresca española, también se diferencia de ésta en que Pito Pérez es un hombre libre, que pasa las horas contemplando el paisaje y que además esta contemplación le despierta una sensibilidad poética que no se encuentra en otros pícaros. Pito, a diferencia de pícaros como el Lazarillo o el Periquillo Sarniento, nunca se integra a la sociedad que lo rechazó. Ante este rechazo, Pito construye un mundo propio, lleno de risas en un inicio, que después darán lugar a una carcajada dolorosa que encontrará el alivio del sufrimiento en el alcohol. Por otro lado, el tema del amor por lo regular está fuera de la novela picaresca española, contrario a La vida inútil de Pito Pérez, donde será la causa de las desgracias del protagonista.

## Personajes
- Herlinda Gaona, madre de Pito Pérez.
- Josefa, hermana de Pito Pérez, se tiró de cabeza a un pozo.
- Dolores, hermana de Pito Pérez, se enamoró de un cirquero.
- Pito Pérez más conocido como Jesús.
- María, hermana de Pito Pérez, fanática de la iglesia.
- Concha, hermana de Pito Pérez, enseña a los perros callejeros a sentarse y a un gato a comer con la pulcritud de un caballero.
- Joaquín, hermano de Pito Pérez, es sacerdote.
- Francisco, hermano de Pito Pérez, estudió en el Colegio de San Nicolás de Hidalgo, es abogado, mantiene una relación con el primer amor platónico de Pito.
- Melquíades Ruiz, San Dimas, acólito y compañero de Pito Pérez.
- Nazario, el sacristán.
- El padre Coscorrón, quien sorprende el hurto de Melquíades y Pito.
- José de Jesús Jiménez, boticario de Urapa, hombre de 50 años que por su peso corporal de 130 kilos descuida sus deberes maritales.
- Jovita Jaramillo, esposa de José de Jesús Jiménez, mujer de 40 años quien seduce a Pito Pérez y lo convierte en su amante.
- Padre Pureco, sacerdote de La Huacana y antes de Santa Clara del Cobre. Pito Pérez lo ayuda seleccionando de un libro frases en latín para sus sermones. Como Pito Pérez no recibe salario,  decide irse para probar suerte a otros sitios cuando enferma de calenturas, no sin antes robar tres milagritos de oro a la Virgen de la Soledad.
- José Vásquez, secretario de los juzgados de Santa Clara. Siendo un gran bebedor gana el concurso de borrachos al Sordo Juárez, Pedro Sandoval y Alipio Aguilera en la tienda de los Solórzano. Establece una amistad con Pito Pérez, quien le cuenta las hazañas de sus viajes y la historia de sus amores.
- Irene, hija de un arriero y de una mujer que molía chocolate para las tiendas, fue el primer amor platónico de Pito Pérez hasta que la descubre besándose con su hermano Francisco.
- Chucha, prima y segundo amor de Pito Pérez hasta que decide casarse con don Santiago.
- Don Santiago, hombre rico y soltero a quien Pito le pide interceder ante su tío para pedir la mano de Chucha, pero don Santiago decide pedir la mano para él mismo.
- Soledad, hija de doña Cliseria, fue el tercer amor de Pito hasta que el receptor de rentas pide su mano a su madre.
- Rosendo, asesino y compañero de cárcel de Pito Pérez en Yuriria; Apolinaria, la mujer a quien dejó viuda, lo visita todos los días hasta que gana su confianza, todo es un ardid pues en la primera visita conyugal toma venganza de su marido castrando y asesinando a Rosendo.
- El señor Medal, propietario de una botica, un billar y un periódico quincenal en Ario de Rosales. Engaña a Pito Pérez contratándolo como responsable de la publicación del periódico, mediante el cual ya se había publicado una nota en contra del jefe político de la localidad.

## Adaptaciones al cine y teatro
En 1944 la novela fue adaptada al cine por Miguel Contreras Torres con el mismo título, el papel de Pito Pérez fue protagonizado por Manuel Medel. La segunda adaptación la hizo Fernando de Fuentes en 1957 con el título de Las aventuras de Pito Pérez, el papel principal lo protagonizó Germán Valdés y fue dirigida por Juan Bustillo Oro. La tercera adaptación fue realizada en 1970 por Roberto Gavaldón, se respetó el título original de la novela y el papel principal lo interpretó Ignacio López Tarso. Por otra parte, en 1948 se exhibió la película Pito Pérez se va de bracero, fue una secuela del personaje adaptada y dirigida por Alfonso Patiño Gómez y protagonizada nuevamente por Manuel Medel. 
En el teatro, el actor Manuel Guízar la representó a manera de monólogo por primera ocasión en el Teatro Ocampo de Morelia en 1982, a través de veinticinco años ha sido presentada en el Festival Internacional Cervantino en Guanajuato (1983 y 2010), en Albuquerque (1985), La Habana (1987), Bulgaria (1987), Puebla (2011) y en el Teatro Helénico de la Ciudad de México (2013).